# HD 94402
HD 94402 (p¹ Leonis) é uma estrela dupla na direção da Leo. Possui uma ascensão reta de 10h 53m 43.76s e uma declinação de −02° 07′ 45.3″. Sua magnitude aparente é igual a 5.45. Considerando sua distância de 312 anos-luz em relação à Terra, sua magnitude absoluta é igual a 0.55. Pertence à classe espectral G8III.